# Robert Kiprotich Cheruiyot
Robert Kiprotich Cheruiyot (* 20. Dezember 1974) ist ein kenianischer Marathonläufer.
2000 wurde er Sechster beim Paris-Halbmarathon und siegte beim Halbmarathon Le Lion. 2001 wurde er bei seinem Debüt über die 42,195-km-Distanz Zehnter des Rotterdam-Marathons in 2:10:41 h und gewann den Reims-Marathon in 2:13:17 h sowie die Corrida Bulloise. Im Jahr darauf wurde er Vierter beim Paris-Marathon in 2:09:39 und 2003 jeweils Fünfter beim Seoul International Marathon und beim Amsterdam-Marathon, bei letzterem mit seiner persönlichen Bestzeit von 2:08:13. 2004 kam er in Paris auf den fünften und beim Eindhoven-Marathon auf den vierten Platz, und 2005 wurde er Dritter beim Prag-Marathon.

## Persönliche Bestzeiten
- Halbmarathon: 1:01:28 h, 12. März 2000, Paris
- Marathon: 2:08:13 h, 19. Oktober 2003, Amsterdam